# Joacim Ernstsson
Joacim Börje Emil Ernstsson, född 19 september 1982, är en svensk tidigare handbollsspelare. Han är högerhänt och spelar i anfall som antingen mittnia eller vänsternia.  2015 blev han assisterande tränare för Lugi HF Herr efter avslutad karriär.

## Handbollskarriär

### Klubblagsspel
Joacim Ernstsson började sin handbollskarriär i GF Kroppskultur i Uddevalla. Inför säsongen 2003/2004 gick han till Redbergslids IK. 2006–2008 spelade han i danska topplaget KIF Kolding. Säsongen 2008/2009 gick han till danska Team Tvis Holstebro och gjorde där succé genom att vinna pokalturneringen samt vinna brons i ligan. Han utsågs dessutom till lagets bästa spelare under säsongen. 2012 avslutade han sin danska proffskarriär och återvände till elitserien.
Han valde att spela för Lugi HF. Säsongen 2013/2014 gick Lugi till SM-final efter att ha slagit ut IFK Kristianstad i semifinalen. Ernstsson  skadades i finalen av en tackling med två raka händer i bröstet. Han tvingades avbryta matchen och behandlades vid sidan av planen med hjärtpåverkan. Hjärtstartare hämtades till platsen. Trots att Lugis tränare ville ha ett matchavbrott så fortsatte matchen utan avbrott. Ernstsson fick  åka ambulans till sjukhus efter matchen och man tolkade hans besvär som en "lårkaka" på hjärtat. Lugi ledde och hade grepp om matchen när Ernstsson skadades och det är troligt att Lugis spelare påverkades av denna situation. Matchen vände till Alingsås fördel och Alingsås HK tog hem SM titeln. 
Säsongen 2014/2015 tvingades Ernstsson avsluta sin karriär efter att ha drabbats av hjärtstillestånd den 24 oktober 2014 i toppmatchen mellan Lugi och IFK Kristianstad. Efter hjärt- lungräddning samt defibrillering från en hjärtstartare kvicknade Ernstsson till, men matchen avbröts och slutspelades några månader senare. Ernstsson klarade sig turligt utan men, men tvingades operera in en hjärtstartare och sluta med handboll som spelare. Det är troligt att skadan vid SM-finalen har samband med hjärtstilleståndet. Skador på retledningssystemet kan ge hjärtstopp senare. Sedan januari 2015 fungerar han som assisterande tränare i Lugi. 

### Landslagsspel
Ernstsson var en av de tongivande i det svenska U21-landslaget som vann VM-guld i Brasilien i augusti 2003. I januari 2004 gjorde han mästerskapsdebut i seniorsammanhang vid EM i Slovenien. Han har gjort 32 landskamper för svenska handbollslandslaget under åren 2001 -2009.

## Släktband
Joacim är kusin till fotbollsspelaren och fotbollstränaren Ludwig Ernstsson, som spelat med Östers IF.